# Petényi Ottó
Petneházi Petényi Ottó (Véghely vagy Nagyszalatna, 1837. december 12. – Budapest, 1903. március 30.) technikus, államivasúti irodafőnök, zeneszerző.

## Életútja
A véghelyi várban született Petényi Gábor és Smiedt Karolina fiaként. Elvégezvén középiskoláit, a magasabb technikai tudományokat Budapesten, Bécsben és Prágában tette sajátjává. Még mint a polytechnikum növendékétől jelentek meg tőle zeneművek. 1859-60-ban mint mérnök földméréssel foglalkozott. 1861-ben Zólyom vármegye aljegyzője lett és az ottani ellenzéki párt vezére volt. Megszakíttatván az alkotmányosság, lemondott hivataláról és Pestre ment, ahol különösen irodalmi téren nemzetgazdászattal foglalkozott. Később a műhengermalomnál mint technikai vezető alkalmaztatott. Majd vasuti mérnök lett, ahonnét az első osztrák biztosító társulathoz ment technikai felügyelőnek. A Haza c. magyar biztosító bank és a Mérnök-egylet alapításában tevékeny részt vett: érdemeinek jutalmazásául az elsőnél vezértitkárrá, a másiknál első titkárrá választatott. 1868-ban a Pannonia téglagyár-részvénytársulat alapításán fáradozott és annak igazgató-tanácsosa, az országos gőzhajó-társulatnál pedig bizottmányi tanácsos lett. Részt vett még a Corvina magyar és a Minerva szlovák könyvkiadó-társulatok létesítésében; úgyszintén a budai és óbudai népbank és a zólyomi népbank alapításában. 1880-tól a magyar vasutak kölcsönös biztosítási szövetkezetének irodafőnöke volt. Az óbudai Irgalom Házában hunyt el gerincagy-sorvadás következtében. Felesége Wendl Emília volt, aki 1891. november 7-én halt meg élete 43., házassága 23. évében.
Cikkei a Honban (1864. 73., 74. sz. A pesti vízvezeték), a szabadkai Szabadságban (1892. 94. sat. sz. A nap mivoltának új elmélete).
Szerkesztette a Haladás c. ipar és kereskedelmi hetilapot 1862. október 1-től december 30-ig Robonyi Gézával együtt Pesten.
Arcképe: kőnyomat, rajzolta Marastony J. Antal, 1869. nyomt. Rohn és Beck Pesten (a Hajnal-Album-ban).

## Művei
- Közlemények a kereskedelem és ipar köréből. Pest, 1862. (Robonyi Gézával együtt).
- A szabadalmazott nemzeti bank ügyének népszerű tárgyalása. A napi érdekeltség használatára előadja. Bpest, 1875.
- A közös hadseregben a magyar hadsereg. Uo. 1886.
- Árpád sírhelyének fölfedezése. Hely n. 1895. I-IV. rész (2rét 117 lap és vegyes jegyzetek. Lithogr.).

Kéziratai: Dolgozatai, 2rét 15 darab (a Magyar Nemzeti Múzeumban).

## Zeneszerzeményei
- Emlénykör. Pest. 1858. (Melléklet a Délibáb 27. sz.-hoz)
- Hattyú-hangok. Zongorára alkalmazva. Uo. 1859.)
- 1848. Új csárdás az 1861. farsangra. Uo. 1861. (Melléklet a Nefelejts 46. sz.-hoz)